# Club Deportivo Universidad Católica
Club Deportivo Universidad Católica este un club chilean de fotbal. Universidad Católica este cunoscută ca „Los Cruzados”, „La Franja”, „Universitarios”, "UC", "Cato" și „Estudiantiles”. A fost fondat la data de 21 aprilie 1937. Universidad Católica joacă în Estadio San Carlos de Apoquindo în comuna chiliană Las Condes din Santiago de Chile.

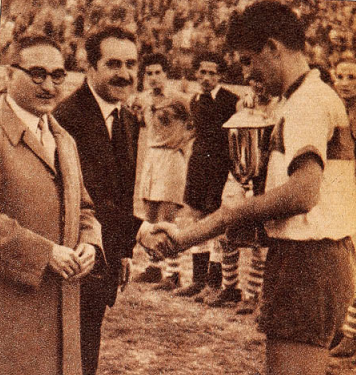
Trofeo Internacional de Pascua
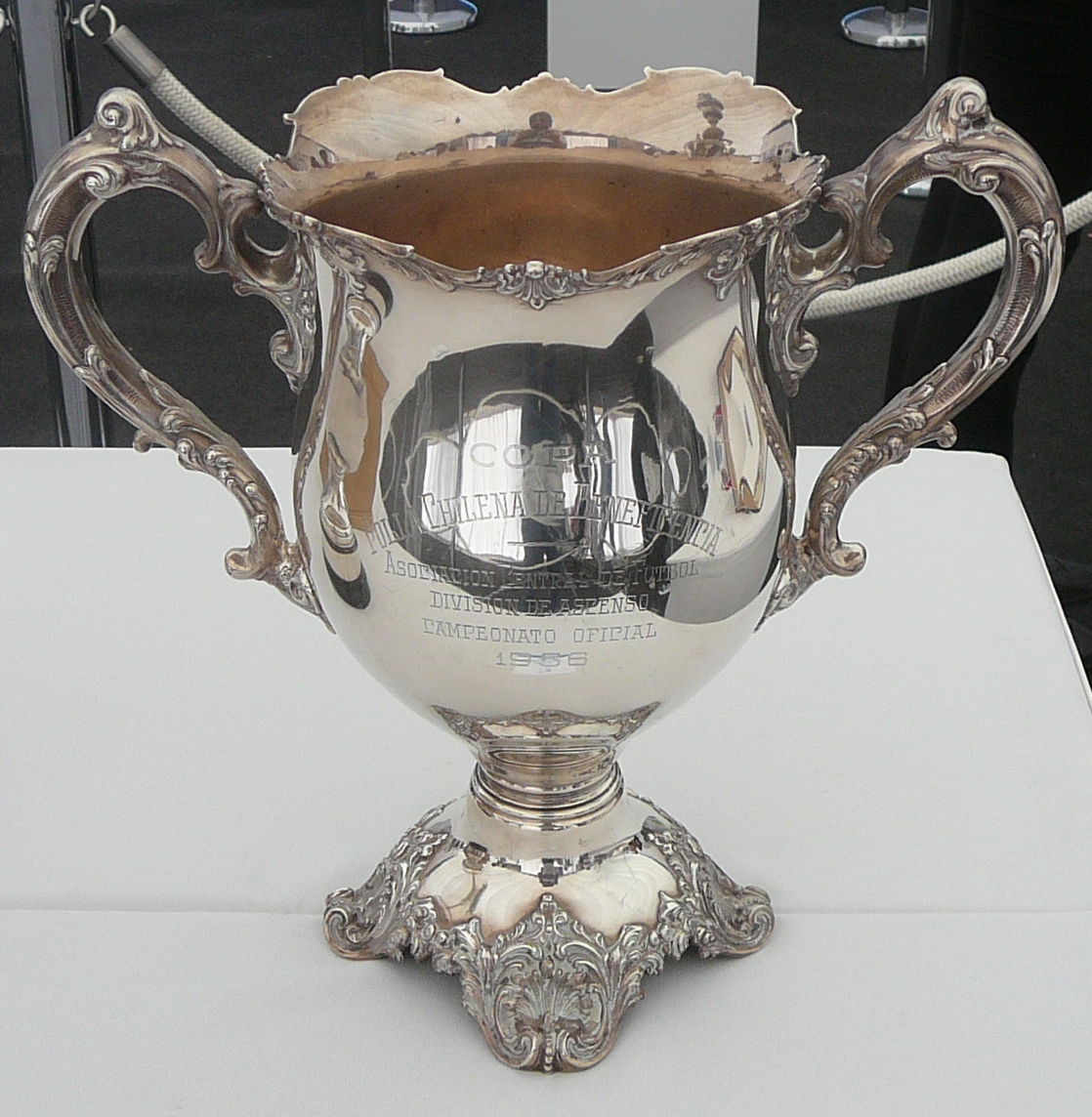
Segunda División 1956
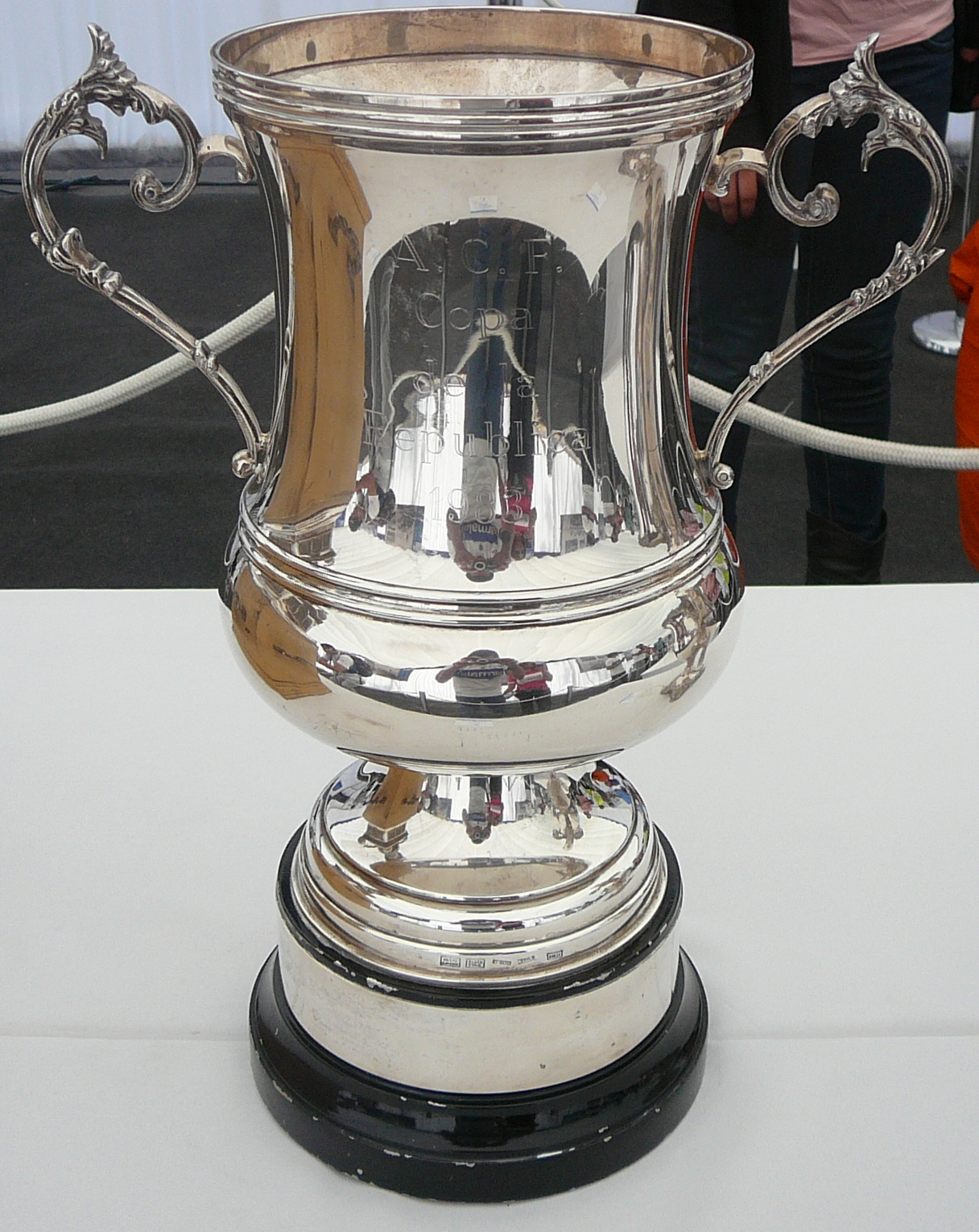
Copa República 1983
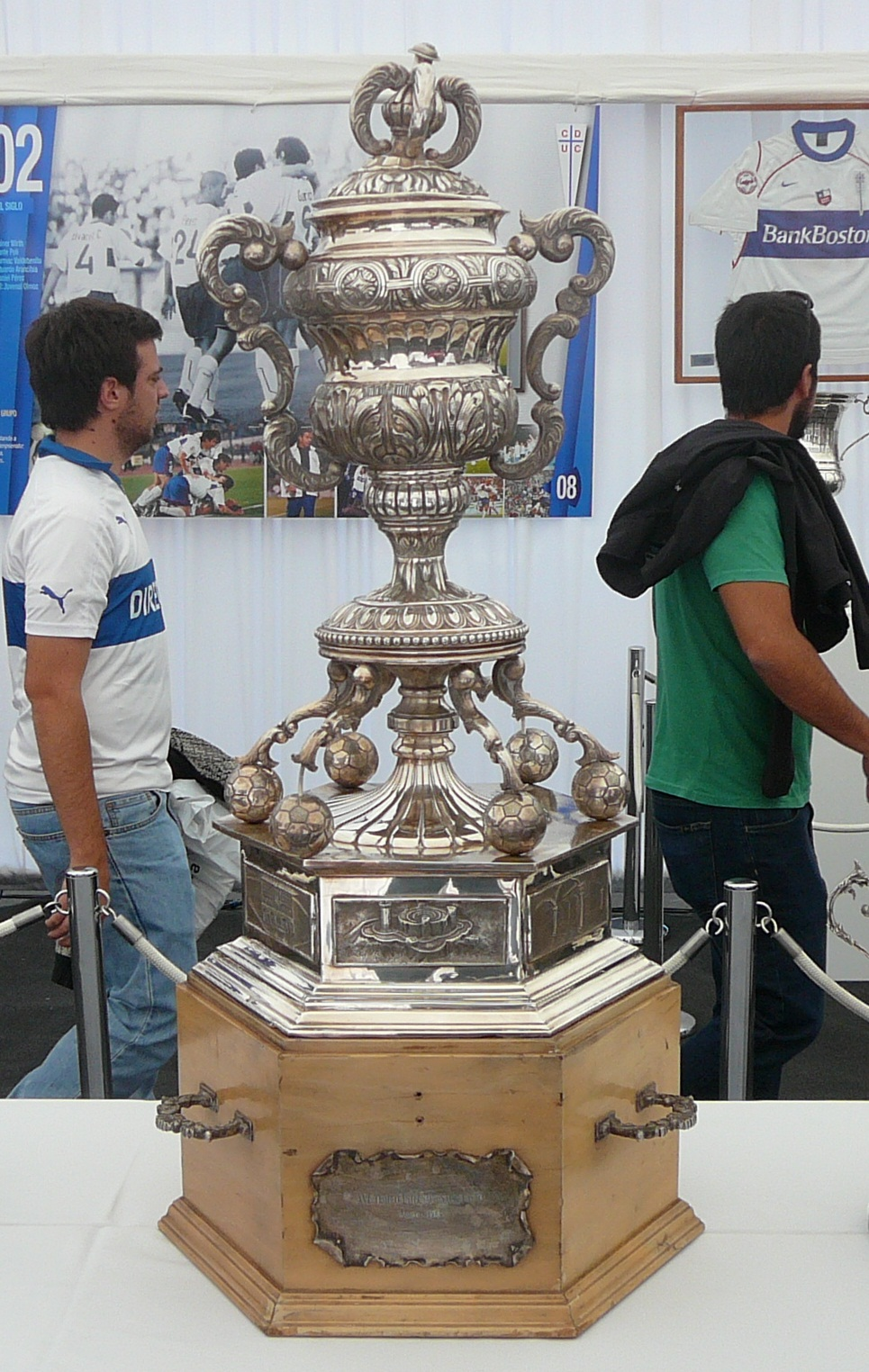
Trophy Ciudad de Palma
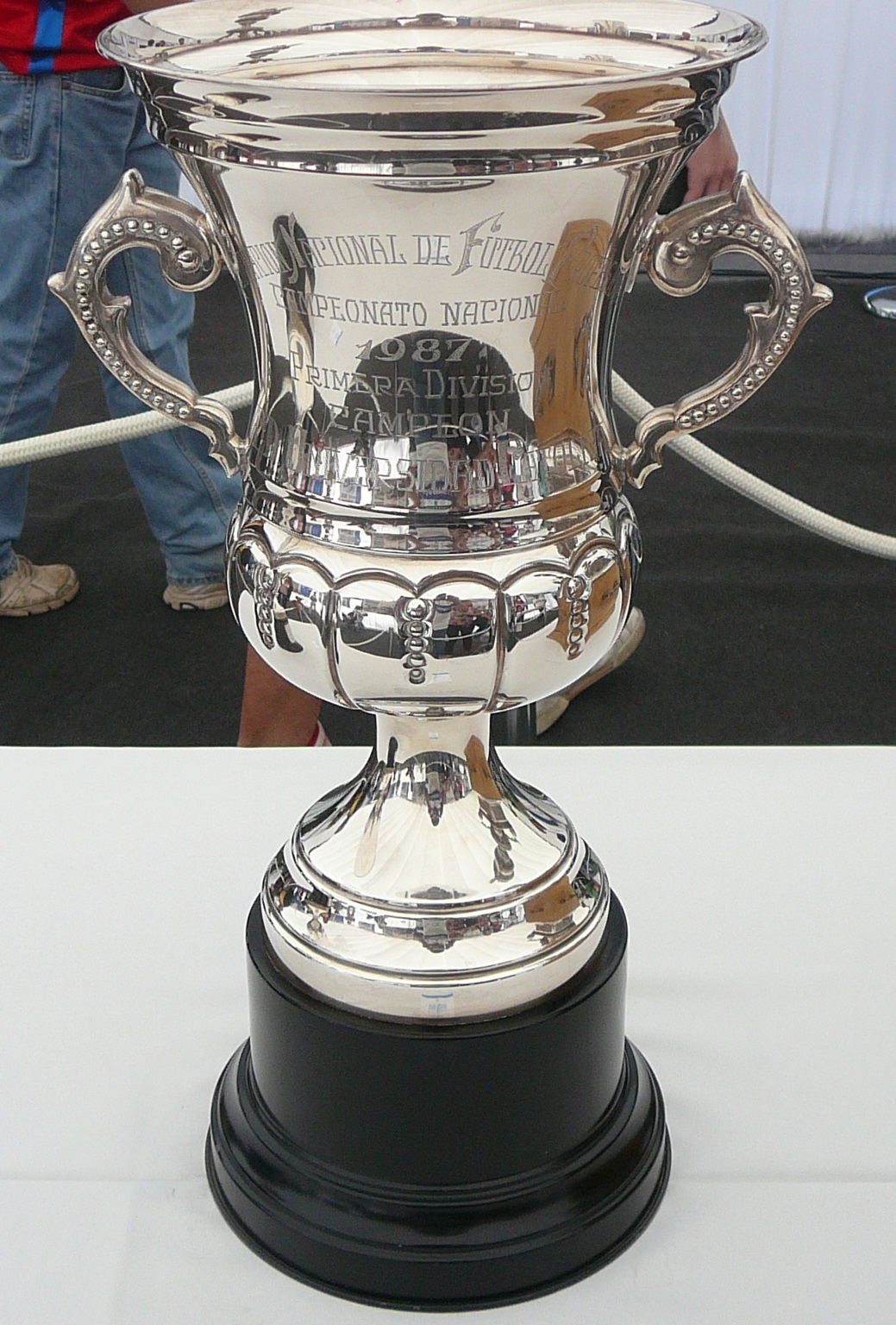
Primera División 1987
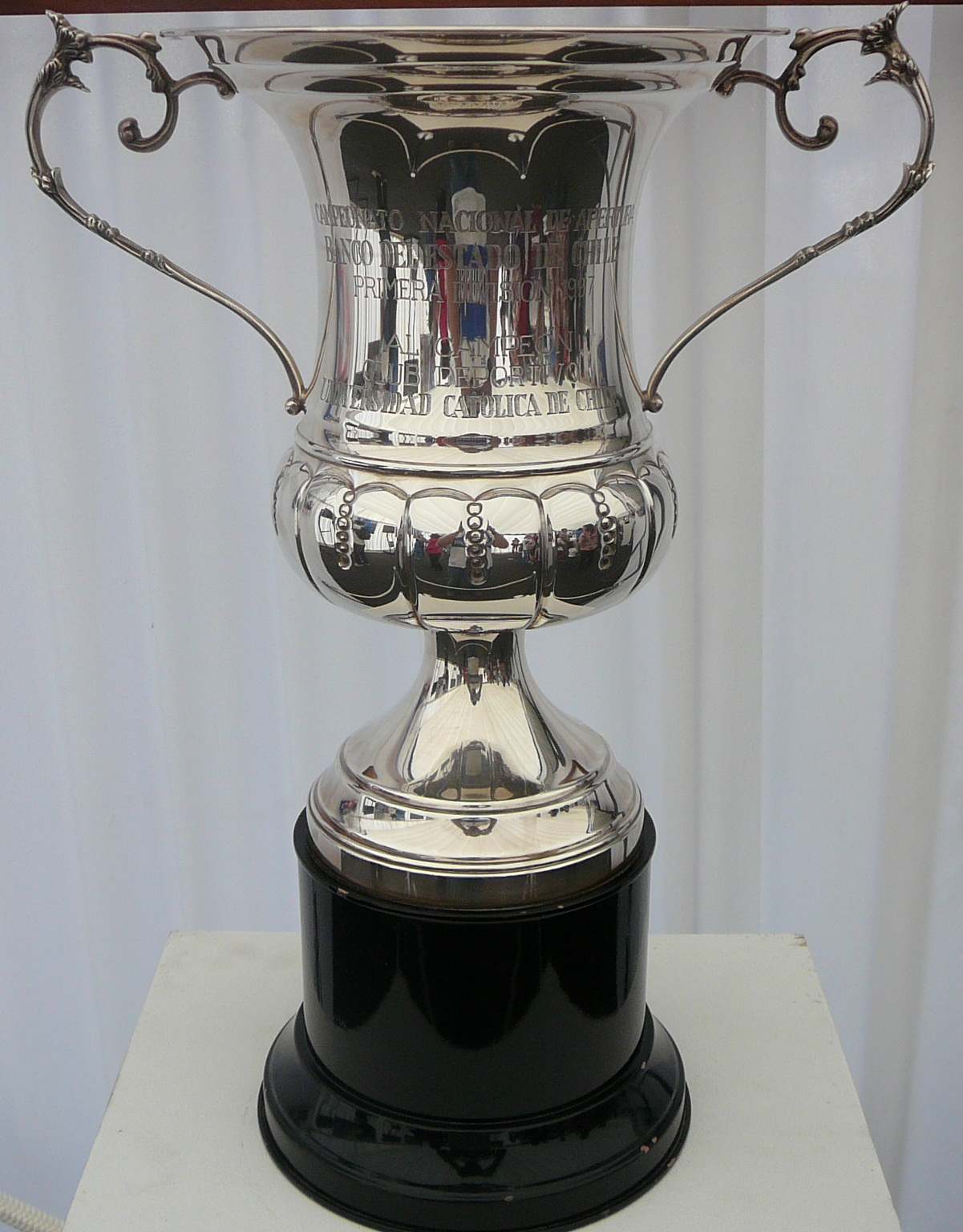
Primera División 1997-A
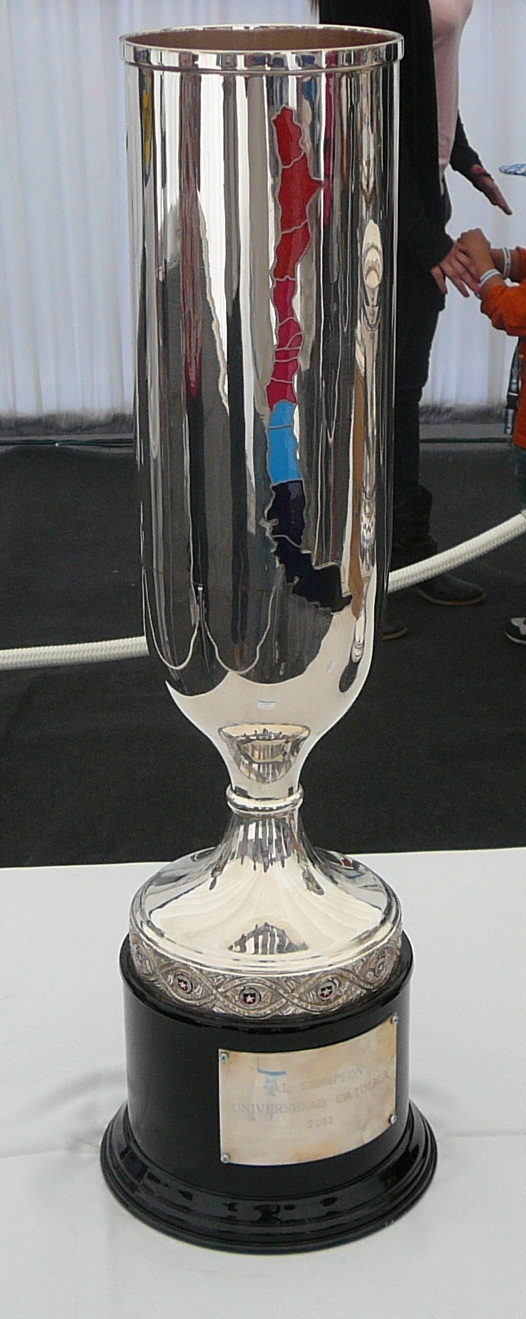
Copa Chile 2011
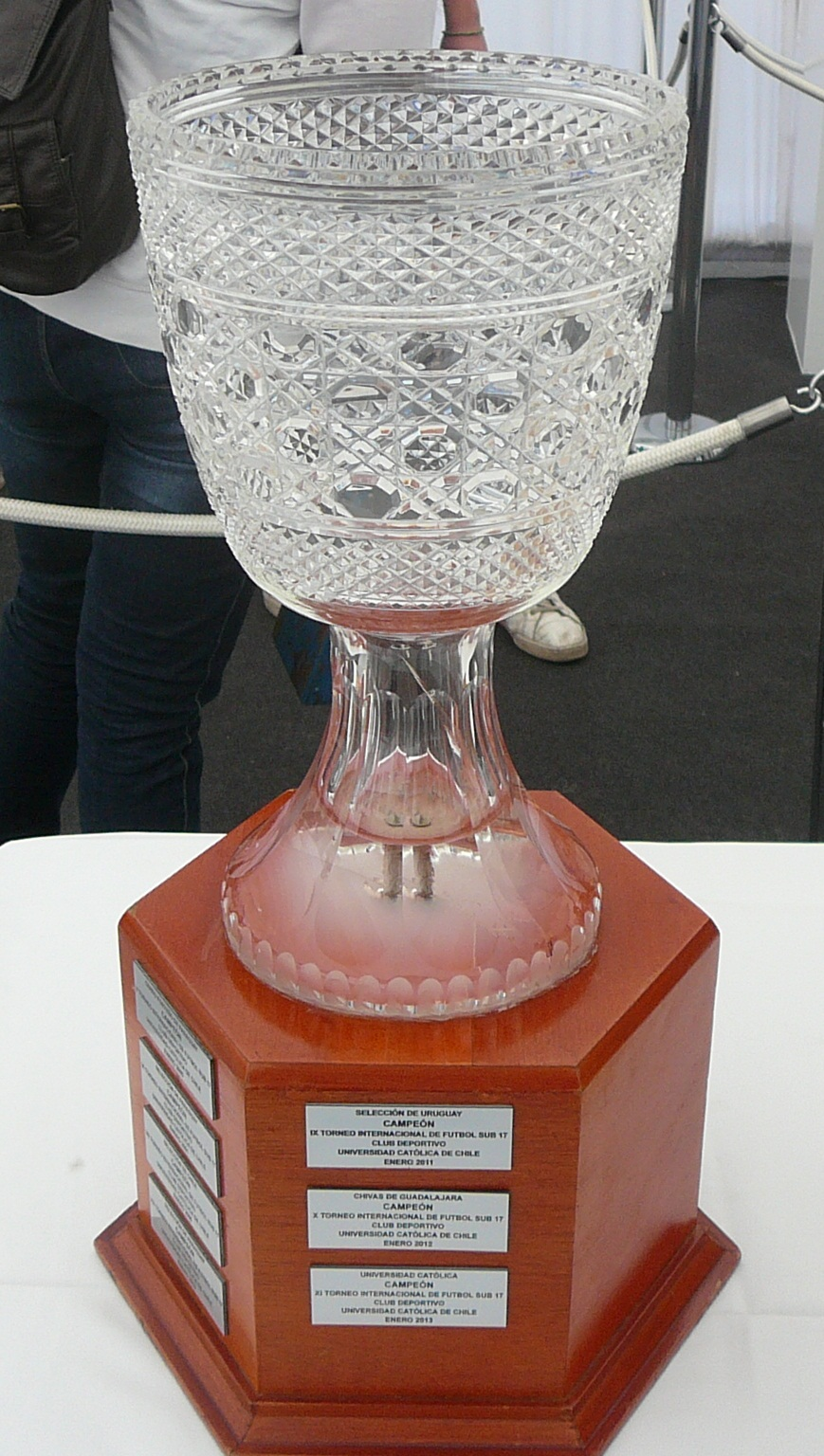
UC Cup U-17
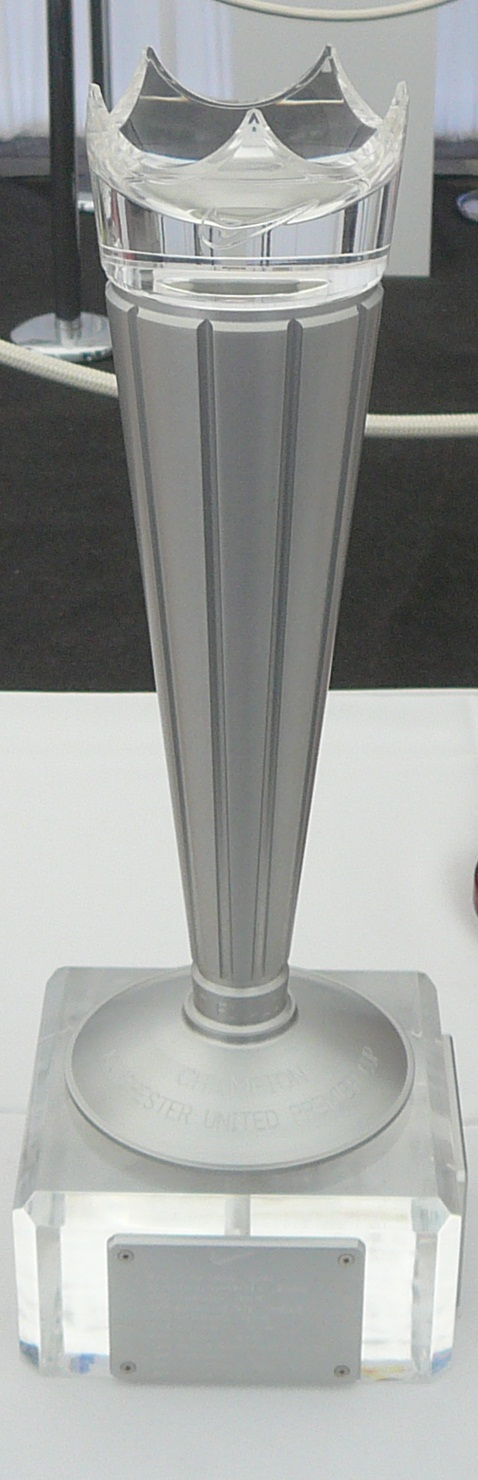
Manchester United Premier Cup U-15